# 坎特伯里希爾斯 (特拉華州)
坎特伯里希爾斯（英語：Canterbury Hills）是位於美國特拉華州紐卡斯爾縣的一個非建制地區。該地的面積和人口皆未知。

## 地理
坎特伯里希爾斯的座標為39°45′45″N 75°39′14″W / 39.76250°N 75.65389°W，而該地的平均海拔高度為89米（即292英尺）。